# Пуласки (окръг, Джорджия)
Окръг Пуласки (на английски: Pulaski County) е окръг в щата Джорджия, Съединени американски щати. Площта му е 647 km², а населението - 9588 души (2000). Административен център е град Хоукинсвил.